# Hexatoma jocularis
Hexatoma jocularis är en tvåvingeart som beskrevs av Alexander 1948. Hexatoma jocularis ingår i släktet Hexatoma och familjen småharkrankar. Inga underarter finns listade i Catalogue of Life.